# Puente del Hospital
El puente del Hospital es un puente de la ciudad de Murcia (Región de Murcia, España) construido en 1973, aunque su actual diseño se debe al ingeniero Santiago Calatrava, quien lo reformó en 1999. 
Comunica el murciano Polígono Infante Juan Manuel con el centro de la ciudad a través del cauce urbano del río Segura. Recibe dicho nombre al situarse junto al antiguo Hospital General de Murcia, hoy día llamado Hospital Reina Sofía.

## El primer puente
La primera fase del puente del Hospital se trataba de un puente de vigas prefabricadas de hormigón armado, construido bajo la dirección de la Confederación Hidrográfica del Segura en 1973, del que se distingue la forma en T y disposición de las pilares intermedios en las que se apoya el tablero.
A partir de 1997 se puso en marcha un proyecto de desdoblamiento del mismo que permitió la circulación en ambos sentidos, dejando a este primer puente como una pasarela peatonal, situada en medio de los dos tableros que se le añadieron.

## El nuevo puente del Hospital

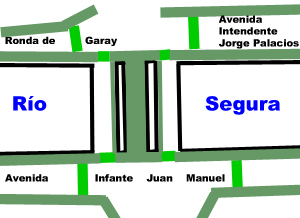
Esquema del cruce del puente por parte de los peatones. Se aprecia que para pasar al otro lado del río es necesario cruzar hasta cuatro pasos de peatones regulados por semáforos.
Aceras.
Pasos de peatones.

En el proyecto de reforma y ampliación realizado por el ingeniero valenciano Santiago Calatrava entre 1997 y 1999, al primer puente se le añadían a sus lados dos plataformas con arcos inclinados con una luz entre estribos de 54 metros y un ancho máximo de tablero de 12,7 metros.
Los tableros son de fondo curvo y de sección constante sustentados por arcos inclinados 52,5 grados sobre la horizontal. Dichos arcos están formados por tubos curvados parabólicamente que atirantan al tablero mediante 152 péndolas de 25 milímetros de diámetro. Cada uno de los tableros dispone de una zona peatonal lateral y lleva incorporados 84 alojamientos de luminaria.
Su montaje se efectuó utilizando el puente preexistente, instalándose toda la estructura mediante 4 grúas de gran tonelaje.

## Críticas
El diseño del nuevo puente ha venido recibiendo críticas constantes de los peatones. Para pasar al otro lado del río es preciso cruzar innecesariamente dos veces la carretera dado que los peatones solamente pueden cruzar el río por la pasarela central.